# حزب کنوانسیون همه باسوتو (لسوتو)
کنوانسیون همه باسوتو (به سوتویی: Kobo-tata ea Basotho) یک حزب سیاسی در لسوتو است. این حزب در اکتبر ۲۰۰۶ توسط توماس تابانه، وزیر پیشین دولت حزب کنگره دموکراسی لسوتو (LCD) به رهبری پاکالیتا موسیسیلی بنیان‌گذاری شد. رهبری حزب از فوریه ۲۰۲۲ بر عهده نکاکو کابی است.

## تاریخچه حزب
در تاریخ ۱۳ اکتبر ۲۰۰۶، ۱۸ نماینده مجلس از حزب کنگره دموکراسی لسوتو (LCD) به حزب کنوانسیون همه باسوتو (ABC) پیوستند. این حزب توسط تام تابهانه تأسیس شد و به سرعت به سومین حزب بزرگ در مجلس ملی لسوتو تبدیل شد. حزب کنوانسیون همه باسوتو در انتخابات ۲۰۰۷ پیروز نشد و حزب کنگره دموکراسی لسوتو همچنان اکثریت را داشت.
در انتخابات ۲۰۱۷، حزب کنوانسیون همه باسوتو با کسب ۴۸ کرسی از ۱۲۰ کرسی، به بزرگترین حزب مجلس تبدیل شد و توماس تابانه به عنوان نخست‌وزیر منصوب شد. اما در سال‌های بعد، حزب با اختلافات داخلی مواجه شد. نکو سا ماهائو از حزب جدا شد و حزب جدیدی به نام حزب عمل باسوتو را تأسیس کرد. تعداد کرسی‌های حزب کنوانسیون همه باسوتو از ۵۰ در ۲۰۲۰ به ۳۵ کرسی در ۲۰۲۲ کاهش یافت.
توماس تابانه در سال ۲۰۲۰ به دلیل اتهامات قتل همسرش از مقام نخست‌وزیری استعفا داد، اگرچه اتهامات رد شد. در ژانویه ۲۰۲۲ به دلیل کهولت سن از رهبری حزب کناره‌گیری کرد و نکاکو کابی جانشین او شد.